# Gangstar Rio: City of Saints
Gangstar Rio: City of Saints é um jogo eletrônico para iOS, Android e Java, lançado em 7 de novembro de 2011 e produzido pela Gameloft. É da sequência da série Gangstar, em 2017 foi criada sua remasterização com um roteiro diferente, mais mesmos personagens. Sua última atualização foi em 2018 e deixa os fãs esperando uma nova atualização.
História do jogo
Raul é um cara querendo sair do mundo do crime, mas a gang assassinos não quer isso, então plantão uma bomba no carro de Raul assim matando sua namorada Anna. Raul sobrevive; mas com a explosão, seu corpo muda de afeições com vários tratamentos estéticos. Raul agora com o nome de Ângelo, quer vingança e descobrir quem foi o mandante de sua morte. Nesse caminho, ele encontra muitas pessoas que o ajudam em sua vingança, entre eles estão Verônica Davo, Fumo, etc...